# Kroupware
Kroupware es una herramienta de trabajo en grupo para gestionar los proyectos comunes y la gestión entre el personal de la empresa. Fue desarrollada para la agencia federal de la seguridad en las tecnologías de la información del gobierno alemán.
Entre sus funcionalidades se destacan el correo electrónico, mensajería entre usuarios, agenda y calendarios comunes, asignación de tareas, etc. El 25 de julio de 2003 se finalizó el desarrollo de Kroupware donde se le cambió el nombre a Kolab
- Datos: Q5960777